# Division 2 1946/47
Die Division 2 1946/47 war die achte Austragung der zweithöchsten französischen Fußballliga. Zweitligameister wurde der FC Sochaux.

## Vereine
Nachdem die Division 2 in der Vorsaison in zwei regionalen Gruppen à 14 Teilnehmer ausgetragen worden war, kehrte der zuständige Verband FFF zur Eingleisigkeit (poule unique) zurück. Teilnahmeberechtigt waren die 20 Vereine, die nach der vorangegangenen Spielzeit weder in die erste Division aufgestiegen waren noch ihren Profistatus aufgegeben hatten. Dazu kamen zwei Erstligaabsteiger. Neulinge, die Profistatus angenommen hatten, gab es in dieser Saison nicht.
Somit waren in dieser Saison folgende 22 Mannschaften vertreten:
- drei Mannschaften aus dem äußersten Norden (US Valenciennes-Anzin, SA Douai, AC Amiens),
- zwei aus Paris und der Champagne (CA Paris, AS Troyes-Savinienne).
- drei aus dem Nordosten (SR Colmar, Racing Franc-Comtois Besançon, Absteiger FC Sochaux),
- vier aus dem Westen (US Le Mans, FC Nantes, SCO Angers, AS des Charentes Angoulême),
- zehn aus dem Südosten (Absteiger Lyon Olympique Universitaire, Stade Clermont, USA Perpignan, AS Béziers, Olympique Alès, Olympique Nîmes, AS Avignon, SC Toulon, Olympique Antibes-Juan-les-Pins, OGC Nizza).

Einen direkten Auf- und Abstieg in Abhängigkeit vom sportlich erzielten Ergebnis hatte es bisher lediglich zwischen erster und zweiter Profi-Division gegeben; nach dem Zweiten Weltkrieg war nun auch dauerhaft ein Abstieg in die dritthöchste Spielklasse eingeführt worden. Außerdem konnte ein Zweitdivisionär auch dann absteigen, wenn er seine Lizenz abgab oder sie ihm entzogen wurde. Bisherige Amateurmannschaften hingegen konnten auch weiterhin nur dann zur folgenden Saison in die Division 2 aufsteigen, wenn sie vom Verband die Genehmigung erhielten, professionellen Status anzunehmen.

## Saisonverlauf
Jede Mannschaft trug gegen jeden Gruppengegner ein Hin- und ein Rückspiel aus, einmal vor eigenem Publikum und einmal auswärts. Es galt die Zwei-Punkte-Regel; bei Punktgleichheit gab das Torverhältnis den Ausschlag für die Platzierung. In Frankreich wird bei der Angabe des Punktverhältnisses ausschließlich die Zahl der Pluspunkte genannt; hier geschieht dies in der in Deutschland zu Zeiten der 2-Punkte-Regel üblichen Notation.
Division-1-Absteiger Sochaux war die „Übermannschaft“ dieser Saison, die lediglich in nicht einmal jedem zehnten Spiel dem Gegner beide Punkte überließ. Zwar war die Abwehr des „Werksklubs von Peugeot“ nicht die sattelfesteste der Liga – fünf Konkurrenten mussten weniger Gegentore hinnehmen –, aber die Angriffsreihe überwand den jeweiligen gegnerischen Torhüter Spiel für Spiel im Mittel dreieinhalb Mal. Das entsprach exakt der durchschnittlichen Trefferzahl, den während dieser Saison jeweils zwei Mannschaften pro Spiel erzielten (1.606 Tore in 462 Begegnungen). Dementsprechend stammte auch der Ligatorschützenkönig von den „jungen Löwen“ – „Lionceaux“ ist der bis ins 21. Jahrhundert gebräuchlichste Spitzname für Sochaux' Spieler –: Josef Humpál schoss alleine 45 der 141 Tore seiner Elf, in der mit den routinierten Roger Courtois und Ladislav Dupal sowie dem Nachwuchstalent René Gardien weitere torgefährliche Stürmer standen. Hinter Sochaux kämpften lange Zeit sechs Mannschaften um den zweiten Aufstiegsplatz, den sich schließlich die „Bergarbeiter-Fußballer“ aus Alès (mit ebenfalls über 100 Treffern) vor Angers sicherten. Diese beiden Kontrahenten hatten in der vorangegangenen Spielzeit als jeweils Gruppendritte den Sprung in die Division 1 knapp verpasst.
Am Tabellenende, wofür der Verband drei Abstiegsplätze festgelegt hatte, um die zweite Liga wieder zu verkleinern, war mit Antibes ein Gründungsmitglied des professionellen Spielbetriebs von 1932/33 frühzeitig abgeschlagen und musste gemeinsam mit Perpignan und Toulon – für Letztere entschied sich dies allerdings erst am 42. Spieltag – den Gang in den Amateurbereich antreten. Nach Saisonende gab zudem Stade Clermont seinen Profistatus auf. Zur folgenden Spielzeit kamen die vier abgestiegenen Erstdivisionäre Racing Lens, Girondins Bordeaux, Le Havre AC und FC Rouen, aber kein unterklassiger Verein dazu, so dass die zweite Liga dann mit 20 Teilnehmern spielte.

## Abschlusstabelle
| Pl. | Verein                          | Sp. | S  | U  | N  | Tore    | Quote | Punkte |
| --- | ------------------------------- | --- | -- | -- | -- | ------- | ----- | ------ |
| 1.  | FC Sochaux (A)                  | 42  | 25 | 13 | 4  | 141:610 | 2,31  | 63:21  |
| 2.  | Olympique Alès                  | 42  | 26 | 6  | 10 | 110:680 | 1,62  | 58:26  |
| 3.  | SCO Angers                      | 42  | 24 | 8  | 10 | 098:550 | 1,78  | 56:28  |
| 4.  | US Valenciennes-Anzin           | 42  | 22 | 11 | 9  | 068:470 | 1,45  | 55:29  |
| 5.  | Lyon OU (A)                     | 42  | 23 | 7  | 12 | 081:480 | 1,69  | 53:31  |
| 6.  | AS Charentes Angoulême          | 42  | 18 | 15 | 9  | 088:610 | 1,44  | 51:33  |
| 7.  | SR Colmar                       | 42  | 19 | 11 | 12 | 080:750 | 1,07  | 49:35  |
| 8.  | FC Nantes                       | 42  | 16 | 13 | 13 | 066:700 | 0,94  | 45:39  |
| 9.  | Olympique Nîmes                 | 42  | 15 | 12 | 15 | 069:680 | 1,01  | 42:42  |
| 10. | AS Avignon                      | 42  | 18 | 6  | 18 | 075:810 | 0,93  | 42:42  |
| 11. | SA Douai                        | 42  | 13 | 15 | 14 | 062:600 | 1,03  | 41:43  |
| 12. | CA Paris                        | 42  | 15 | 11 | 16 | 076:740 | 1,03  | 41:43  |
| 13. | AC Amiens                       | 42  | 15 | 8  | 19 | 063:770 | 0,82  | 38:46  |
| 14. | Racing FC Besançon              | 42  | 15 | 7  | 20 | 054:580 | 0,93  | 37:47  |
| 15. | AS Béziers                      | 42  | 12 | 13 | 17 | 057:620 | 0,92  | 37:47  |
| 16. | AS Troyes-Savinienne            | 42  | 11 | 15 | 16 | 059:680 | 0,87  | 37:47  |
| 17. | Stade Clermont                  | 42  | 12 | 13 | 17 | 069:810 | 0,85  | 37:47  |
| 18. | OGC Nizza                       | 42  | 14 | 8  | 20 | 056:730 | 0,77  | 36:48  |
| 19. | US Le Mans                      | 42  | 13 | 7  | 22 | 066:950 | 0,69  | 33:51  |
| 20. | SC Toulon                       | 42  | 12 | 8  | 22 | 069:740 | 0,93  | 32:52  |
| 21. | USA Perpignan                   | 42  | 8  | 6  | 28 | 057:130 | 0,44  | 22:62  |
| 22. | Olympique Antibes Juan-les-Pins | 42  | 7  | 5  | 30 | 042:120 | 0,35  | 19:65  |

Platzierungskriterien: 1. Punkte – 2. Torquotient
| (A) | Absteiger aus der Division 1 1945/46 |